# MOD (Maksymalna głębokość operacyjna)
MOD (Maximum Operating Depth) – maksymalna głębokość nurkowania dopuszczalna dla danej mieszaniny oddechowej. MOD wyrażany w metrach określa głębokość dla której ciśnienie parcjalne (cząstkowe) tlenu w mieszaninie osiąga maksymalny dopuszczalny poziom, nie grożący zatruciem tlenowym. Powszechnie za bezpieczne przyjmuje się ciśnienie parcjalne tlenu na poziomie 1,4 at, a w sytuacjach awaryjnych 1,6 at.
MOD oblicza się według następującego wzoru:
{\displaystyle MOD=10*{\frac {p_{pO_{2}max}}{F_{O_{2}}}}-10,}
gdzie:
{\displaystyle MOD} – maksymalna głębokość operacyjna,
{\displaystyle F_{O_{2}}} – frakcja tlenu O2 w mieszaninie (stężenie procentowe),
{\displaystyle p_{pO_{2}max}} – maksymalne założone ciśnienie parcjalne tlenu.
MOD oblicza się dla sztucznych mieszanin oddechowych jak np. nitrox. MOD dla powietrza atmosferycznego wynosi około 56 m.
Przykład: obliczanie MOD dla powietrza atmosferycznego (dla potrzeb obliczeń zaokrąglono ciśnienie parcjalne tlenu do 0,21)
{\displaystyle MOD={10*{\frac {1{,}4}{0{,}21}}}-10}
{\displaystyle MOD={10*6{,}66667}-10}
{\displaystyle MOD=66{,}6667-10}
{\displaystyle MOD=56{,}667{\text{ m}}}
Po zaokrągleniu (zawsze w „bezpieczną” stronę):
{\displaystyle MOD=56{\text{ m}}.}